# Aconoidasida
Az Aconoidasida az Apicomplexa parazitákból álló osztálya, melyet Mehlhorn, Peters és Haberkorn írtak le 1980-ban.

## Etimológia
Az Aconoidasida név az α-privatívuszból és a Conoidasida névből ered, utalva a konoid korábban feltételezett hiányára – Mehlhorn megfigyelései szerint a Conoidasidával szemben, ahol az egész életciklusban jelen van, csak az ookinéta rendelkezik vele, de legalábbis több zoitaállapot elvesztette. Később „apikális poláris gyűrűknek” nevezték a konoidból fennmaradt állapotot.

## Történet
1980-ban írták le Mehlhorn, Peters és Haberkorn. 1982-ben ugyane csoportot Hematozoa néven írta le Vivier.
A morfológiai alapú Aconoidasida–Conoidasida felosztás magas felbontású mikroszkópos és proteomikai kutatások szerint elavult lehet: 2021-ben Bertiaux et al. kimutatták, hogy az Aconoidasida sejtvázában is van konoid, Koreny et al. pedig a Toxoplasma konoidjának molekuláris elemzése alapján, hogy minden Apicomplexa-faj rendelkezik konoiddal, beleértve a Plasmodiumot és más, korábban konoid nélkülinek tűnt fajt.

## Genetika
Glikozilfoszfatidilinozithoz kapcsolódó szénsav-anhidráza a roptria bioszintézisét és a virulenciát teszi lehetővé.
Az Aconoidasida gyökere közelében cink-vas permeázok (ZIP) génduplikációja történt, így 2 paralógja van, a ZIP1 és a ZIPCO, melyek a szúnyog-gerinces átadáshoz, illetve a hímgametocita-létrehozáshoz és gerinces-szúnyog átadáshoz kellenek. Ezek a gerincesek ZIP-génjeitől való nagy távolság miatt könnyen célozhatók specifikusan.

## Rendszertan
Korábbi rendszertanai – például a Haemoproteus nemzetségben – az „egy faj, egy gazda” hipotézisen alapultak, mivel e nemzetségek legalább kis részben gazdaspecifikusak. Egy 2024-es tanulmány szerint az Accipitridae-fajokban előforduló fajok önálló kládot alkotnak, a gerincesekben lévő szakaszok csak Accipitridae-fajokat fertőznek, így önálló alnemzetség vagy nemzetség tagjai is lehetnek.

## Morfológia
Tagjai külső membránjának elülső végén apikális komplex van roptriákból és mikronémákból. Ezek a parazita más sejtekbe való bejutását lehetővé tevő enzimeket bocsátanak ki. A hegyet mikrotubulussáv (poláris gyűrű) veszi körül.

## Életciklus
Heteroxén. Ivaros szaporodása összefügghet axopódiumszerű sugarak keletkezésével, mint a Piroplasmorida esetén. A szkizogónia történhet a májban vagy a vérben (például Plasmodium falciparum).
Életciklusa összetett, például a Plasmodiumé 3 szakaszos: egy szúnyog- és 2 gerincesfertőzés alatti szakaszból áll. Először egy nőstény szúnyog vérrel táplálkozva sporozoitákat visz a gerincesbe, melyek előbb májsejteket fertőznek, majd szkizontákat termelnek, ezek megrepednek, így tartalmuk – 90 000 haploid merozoita – a vérbe kerül a parazitákat tartalmazó meroszómákban. Ezután előbb éretlen (gyűrűszakasz), majd érett trofozoita alakul ki, majd a vérben is megjelennek a szkizonták. A trofozoiták egy része gametocitává alakul, majd a szúnyog általi felvétel után a mikro- és makrogametociták egyesülnek, kialakul az ookinéta, majd az oociszta, ez megrepedve sporozoitákat bocsát ki.

## Jelentőség

### Haemosporida

#### Plasmodium
Az ide tartozó Plasmodium nemzetség többek közt a malária okozójaként jelentős orvosi és állatorvosi kockázatokat hordoz. Több mint 70 faj terjeszt Plasmodium falciparum-maláriát.
A Plasmodium vérbeli szakasza a retikulocita-kötő fehérje 5-öt (RH5) expresszálja, mely a legelőrehaladottabb oltásjelölt, az akkori endémiarégiókban jelentős tesztekkel. A P. falciparum-fertőzések Wang et al. 2024-es tanulmánya szerint erősíthetik az RH5-oltások hatásosságát ritka, de erős ártalmatlanító hatású antitestekkel, melyeket RH5-specifikus B-sejtek bocsátanak ki. 2025-ben Thaiföldben jelentősen csökkent prevalenciája: például Sisaket tartományban 2012–2023 közt több mint 1000-ről 2-re csökkent a maláriás esetek száma jelentős újbóli kitörés nélkül.
Átlagos inkubációs szakasza 11 nap, de előfordulhat 9–30 napos inkubációs szakasz, de alkalmanként 2–8 éves is előfordul.
Bár gyakran artemizininnel kezelik a P. falciparumot, egyre gyakoribbak az artemizininrezisztens paraziták, ennek okai a megváltozott transzlációs minták és a tRNS epitranszkriptomikai változásai.
A Plasmodium proteázai ismert funkciói a Piroplasmida megfelelő proteázortológjai szerepéről szóló hipotézisek felállítását teszik lehetővé.
A malária egerekben használt modellparazitája a Plasmodium berghei.

## Evolúció
A Paleohaemoproteus burmacis mianmari borostyánból ismert egy nőstény púposszúnyog hasüregében megőrzött példányként. Ez az első ismert Paleohaemoproteus-faj.
A Plasmodiummal rokon nemzetség a Vetufebrus, ennek típusfaja a Vetufebrus ovatus. Ez a miocénben élt, és dominikai borostyánban őrződött meg. Vektora az Enischnomyia stegosoma volt.